# Bourg-de-Péage Drôme HB
Bourg-de-Péage Drôme Handball (Bourg-de-Péage Drôme HB) var en fransk handbollsklubb från Bourg-de-Péage, Drôme. Klubben debuterade i den franska damhandbollens högsta liga från 2017. De spelade sina hemmamatcher i Complexe Vercors. Klubben upplöstes i december 2022, mitt under pågående säsong i högsta ligan, på grund av ekonomiska problem.

## Klubbens historia
1965 bildas handbollsklubben Bourg de Péage Amicale Laïque. Säsongen 1994/1995 gick klubben upp i andra ligan i Frankrike. 1997 till 2000 heter klubben Drôme Handball Bourg-de-Péage. Säsongen 2006/2007 öppnade klubbens spelarena Vercors Complex. 2014 bytte klubben åter namn till nuvarande namn Bourg-de-Péage Drôme Handball. 2016 vann man andraligan och blir 2017 uppflyttade till League Feminine Handball (LFH).
Den senaste säsongen 2021/2022 slutade klubben på nionde plats i ligan. Bland de kända spelarna i klubben nu märks brasilianskan Alexandra do Nascimento, franska landslagsspelare Manon Houette och spanjorskan Marta Mangué. Alla dessa tre lämnar klubben inför kommande säsong. Tidigare har Cassandra Tollbring spelat för klubben.
Klubbens ambitioner speglas i rekryteringen av internationella spelare som Brasiliens Deonise Cavaleiro och Alexandra do Nascimento (utsedd till världens bästa handbollsspelare 2013), holländskan Kristy Zimmerman, Spaniens Marta Mangué och Frankrikes Maud-Éva Copy, Claudine Mendy och Manon Houette.
Under säsongen 2021-2022 började klubben starkt i ligan och låg tvåa i februari. I oktober 2021 gjorde borgmästaren i Bourg-de-Péage, Nathalie Nieson, en rapport till åklagaren efter att ha funnit att tiotusentals euro förskingrats i klubbens kassa. I februari 2022, straffas klubben med 9 poängs avdrag i tabellen för bristande efterlevnad av insändningen av finansiella dokument inom fastställda tidsfrister. Klubben är på gränsen till konkurs men klarar sig. Svårigheterna i klubben som sanktioneras med ytterligare 9 poäng i tabellen och då ligger näst sist tabellen. Klubben slutar nia av 14 lag och klarar sig men flera toppspelare lämnar klubben.